# 공군연구실험센터

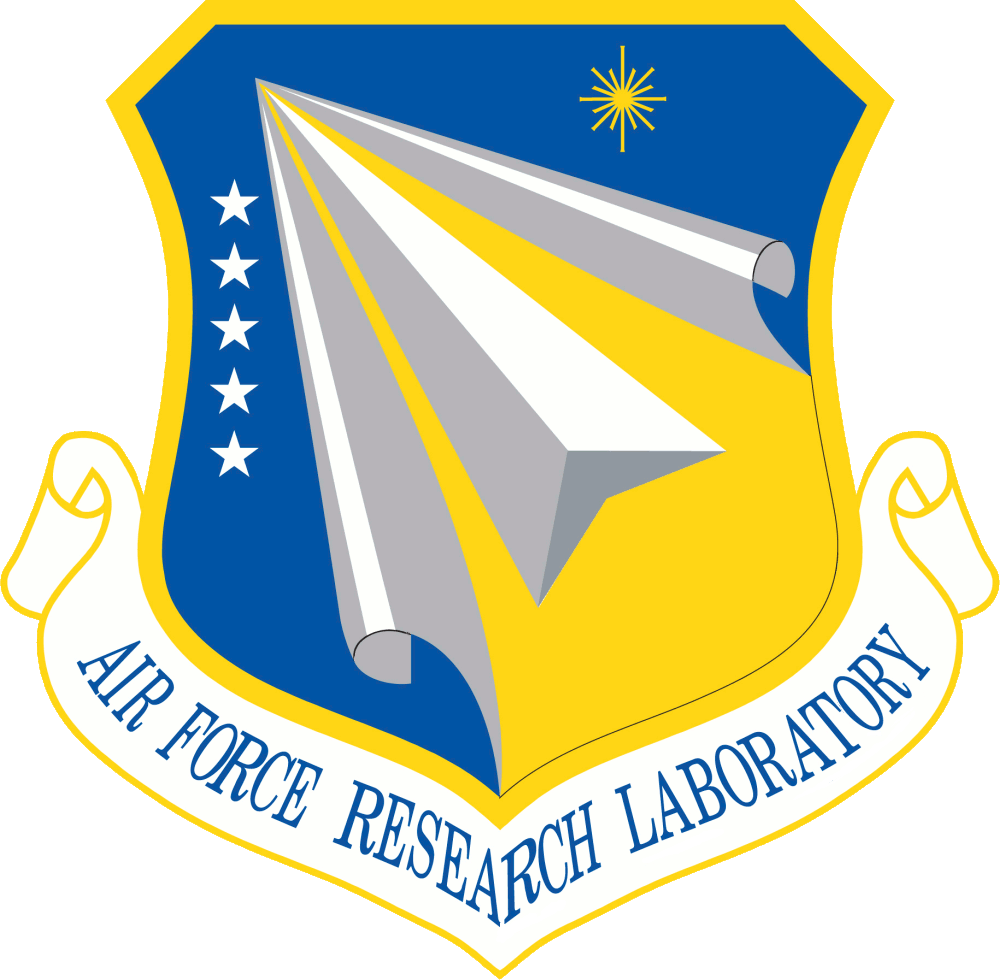

미국 공군 연구소(Air Force Research Laboratory (AFRL))은 미국 공군 물자사령부의 산하 연구소이다. 1997년 10월 31일 오하이오주 라이트 패터슨 공군기지에 설치되었으며, 1200명의 군인, 4200명의 민간인이 일한다. 2006년도 예산은 24억달러(2조 4천억원)이다. 연구소 소장은 소장이다.

## 프로젝트
- ISIS (비행선)
- GBU-43 공중폭발 대형폭탄 - 모든 폭탄의 어머니
- 2009년 AFRL은 심박수, 혈액까지 자동체크하는 첨단 반창고를 개발하기 시작했다.[1]
- 보잉 YAL-1
- 보잉 X-37
- AFRL이 개발중인 150 kW 출력의 항공기용 C-RAM 레이저포 ‘고에너지 액체 레이저 방어 시스템’(HELLADS)은 현재 지상시험 단계에 있다. 곧 이지스함과 항공기에도 장착해 시험할 계획이다. 고출력이라 발전기가 따로 필요하다. 2015년말 미국 아리조나 대학교는 기존의 레이저포 사거리를 11배 늘리는 기술을 개발하는데 성공했다. 미국 공군 연구소(AFRL, Air Force Research Laboratory)에 기술이전되었다.[2] 기존에는 출력 100 kw인 경우 사거리는 고작 5 km이었는데, 55 km로 늘어나는 신기술이 개발된 것이다.
- AFRL은 스타워즈 전투기 개념의, 10 kW 출력 레이저포를 개발해서 F-15, F-16, F-22, F-35 전투기 등에 장착할 계획이다. 소출력이라 발전기가 따로 필요없다.
- AFRL은 스타트렉에서 아이디어를 얻어 레이저 방어막(laser shield)을 연구중이다.
- 미공군 AFRL과 미국방부 DARPA는 2023년까지 마하 5.1의 속도로 날 수 있는 극초음속 비행체를 개발할 계획이다. 미국 뉴욕에서 런던까지 1시간만에, 뉴욕에서 로스앤젤레스까지는 단 30분 만에 이동할 수 있다.
- AFRL은 전술용 인공위성을 개발중이다. 2013년 TacSat-6을 발사했다. 주로 미공군 미니트맨 핵미사일을 개조한 미노타우르 1호 로켓을 발사체로 사용한다.

## 같이 보기
- 레이저 무기 시스템